# Afferden (Gueldre)
Pour les articles homonymes, voir Afferden.
Afferden est un village situé dans la commune néerlandaise de Druten, dans la province de Gueldre. Le 1er janvier 2008, le village comptait 1 640 habitants.